# Biodiversité de la Nouvelle-Calédonie

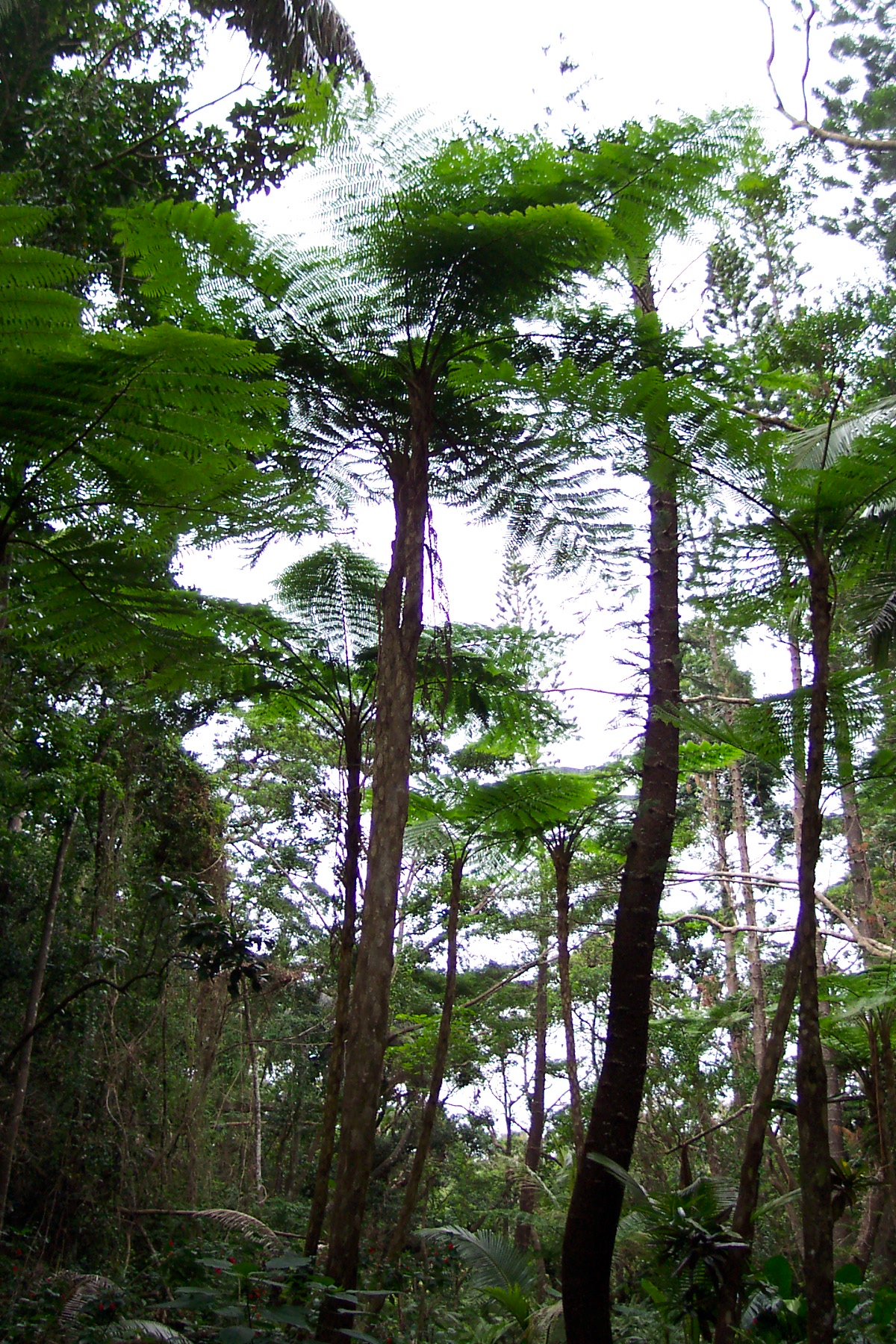
Fougères arborescentes sur l'île des pins.

La biodiversité de la Nouvelle-Calédonie, un large groupe d'îles du Pacifique, est considérée comme la plus importante de la planète. L'île possède un niveau élevé d'endémisme, avec notamment beaucoup de plantes, d'insectes, d'oiseaux et de reptiles uniques. L'île n'a pas de mammifère à part des chauves-souris, et aucun amphibien. La biodiversité néocalédonienne est menacée par des espèces introduites, l'exploitation forestière, les incendies et le développement urbain et les gisements miniers (nickel et d'autres métaux précieux). La Nouvelle-Calédonie a perdu de nombreuses espèces depuis que l'être humain a posé le pied sur l'île. 4 espèces d'oiseaux classées en danger critique d'extinction, l'Égothèle calédonien, l'Engoulevent calédonien, le Lori à diadème et le Râle de Lafresnaye n'ont pas été observé avec certitude depuis plusieurs décennies et pourraient être éteintes.

## Évolution de la biodiversité de la Nouvelle-Calédonie
À la différence de beaucoup d'îles du Pacifique Sud, la Nouvelle-Calédonie n'est pas d'origine volcanique, mais est un fragment d'un ancien continent, le Gondwana. L'île se sépara de l'Australie et de la Nouvelle-Zélande durant la dislocation du supercontinent, de l'Australie à la fin du Crétacé (il y a 65 millions d'années) et de la Nouvelle-Zélande au milieu du Miocène. Ceci a conduit à une longue période d'évolution proche de l'isolement complet. Donc, bien que la faune et la flore néo-calédoniennes comptent quelques espèces qui atteignirent les côtes en provenance de l'Australie et d'autres îles, son héritage naturel est composé notablement par des espèces dont les ancêtres étaient présents sur le sol de la Nouvelle-Calédonie lorsque celle-ci s'est détachée du Gondwana il y a des millions d'années. Ce long isolement de la flore primitive a conduit à l'évolution non seulement des espèces mais aussi des genres et même des familles qui sont exclusives à l'île, et ne se retrouvent nulle part ailleurs. Depuis l'époque des dinosaures, comme l'île s'est déplacée vers le nord à cause de la dérive des continents, certains géologues prétendent qu'elle fut immergée durant de nombreuses intervalles. Des botanistes, pourtant, affirment qu'il devait y avoir certaines zones qui sont restées au-dessus du niveau de la mer, servant de refuge pour les descendants de la flore originelle qui habitait l'île quand elle s'est détachée du supercontinent. C'est pour cette raison que la Nouvelle-Calédonie d'aujourd'hui est le témoignage de l'ancien supercontinent, et préserve une végétation qui comprend de profondes affinités avec la flore gondwanienne. Toutefois, l'isolement de la Nouvelle-Calédonie n'est pas absolu. Certains mouvements d'espèces à la fois en provenance et à destination de l'île, furent facilités par le soulèvement et l'affaissement du niveau de la mer grâce au flux et au reflux des périodes glaciaires, qui engendrèrent la formation d'îles et de ponts terrestres entre la Nouvelle-Calédonie et ces voisines, les îles Salomon, Vanuatu et l'Australie. Ainsi, de nouvelles espèces eurent l'occasion de pénétrer plus à l'est dans la région des îles du Pacifique.
Après la création d'un parc naturel de la mer de corail en 2014, la Nouvelle-Calédonie poursuit ces explorations sous marines afin de développer et protéger le récif calédonien et sa biodiversité. La technique de l'ADN environnemental est utilisée par un chercheur en écologie marine, Laurent Vigliola. Celui ci étudie les traces d'ADN laissées sous l'océan qui ont aidé à créer de nouvelles espèces de requin pas encore identifiées mais qui se développent. Laurent Vigliola insiste sur le fait que le développement de ces espèces est une très bonne nouvelle pour le récif calédonien qui a déjà été touché par le climat, pour ces pertes d'espèces coralliennes.

## Facteurs de la biodiversité néo-calédonienne
La Nouvelle-Calédonie se situe sur le bord le plus austral de la zone inter-tropicale. L'île principale, la Grande Terre, héberge une variétés de milieux résultant de nombreux facteurs, incluant la géologie, les sols et l'altitude.

## Biodiversité floristique

### Flore terrestre
Détachée très tôt du supercontinent Gondwana (au Crétacé, il y a 75 millions d'années), son insularité, son climat particulier et la diversité de ses sols a conduit en Nouvelle-Calédonie à une spéciation ainsi qu'une conservation d'espèces variées. Le taux d'endémisme est l'un des plus élevés au monde, notamment dans le cadre de sa diversité de paysage :
- la forêt dense sempervirente humide (3 900 km2 sur la Grande Terre, surtout le long de la Chaîne Centrale et la côte est, l'île des Pins et les îles Loyauté), parfois appelée forêt primitive car la plus anciennement constituée et comportant de nombreuses espèces panchroniques (par exemple l'Amborella trichopoda, issue d'une lignée évolutive qui est considérée à l'heure actuelle comme la première à s'être différenciée au cours de l'évolution des plantes à fleurs, ayant débuté il y a environ 135 millions d'années au Crétacé) donnant un aperçu de la végétation qui existait à la fin du Secondaire. Pour cette raison, la Nouvelle-Calédonie a été le lieu de tournage de plusieurs documentaires sur cette période, notamment de deux épisodes de la série britannique des Sur la terre des dinosaures. La forêt humide est la formation végétale la plus riche avec 2012 espèces de plantes vasculaires (fougères, conifères et plantes à fleurs), réparties en 483 genres et 138 familles. Le taux d'endémisme spécifique de sa flore est de 82,2 % et les familles les plus fournies en espèces sont, dans l'ordre : les Orchidaceae (169), les Rubiaceae (148), les Euphorbiaceae (139), les Myrtaceae (129), les Araliaceae (87), les Apocynaceae (76), les Myrsinaceae, les Sapindaceae, les Cunoniaceae (environ 50 espèces chacune). En outre, sur les 43 espèces de conifères présentes en Nouvelle-Calédonie, 35 se rencontrent en forêt humide, ainsi que la totalité des palmiers (38 espèces). Les essences les plus représentatives de ces milieux sont les kaoris (kaori géant ou des koghis et kaori blanc ou du Nord), les Araucarias (notamment le pin colonnaire, qui domine de sa hauteur les autres arbres et est un des emblèmes du Territoire) ou encore les fougères arborescentes (notamment les Cyathea intermedia qui peuvent dépasser les 20 m de haut).
- le maquis minier qui se développe sur les roches ultramafiques (4 500 km2 essentiellement au sud-est de la Grande Terre, mais aussi les secteurs de la Tontouta, les massifs de Koniambo, Boulindo et Thiébaghi) : il offre une grande diversité physionomique, avec aussi bien des groupements végétaux sclérophylles (à feuilles dures et coriaces, souvent vernissées) que sempervirents (dont les feuillages ne se renouvellent pas simultanément à une époque de l’année), pouvant être arbustifs, plus ou moins buissonnants, ou ligno-herbacés à strate cypéracéenne dense, mais qui ont pour point commun de se développer sur des terrains techniquement peu favorables à la nutrition minérale des plantes. Ils naissent généralement de la destruction d'une forêt à la suite d'un incendie ou d'une exploitation minière intensive. La spécificité de son sol et son aspect peu fertile (qui empêche le développement des espèces introduites envahissantes qui pourraient les menacer) entraîne un fort endémisme, avec plus de 88 % des 1 140 espèces présentes dans ce paysage ne se retrouvant qu'en Nouvelle-Calédonie et dont les conditions de nutrition minérale inhabituelles en font l'un des écosystèmes les plus originaux de la planète.
- la forêt sèche (45 km2, estimée à 1 % de sa surface initiale, concentrés sur la côte ouest et qui regroupe 83 familles et 252 genres différents, soit 456 espèces autochtones dont 262 et 57,5 % du total qui sont endémiques, parmi lesquels une soixantaine qui ne se retrouvent que dans ce milieu[5]). Plus récente que la forêt humide (fin du Tertiaire, début du Quaternaire), elle ne possède ni conifères ni palmiers, et que très peu de représentants des familles ayant conservé des caractères archaïques. En revanche, certaines familles sont sur-représentées comme les Euphorbiaceae, les Myrtaceae, les Sapindaceae et les Rutaceae.

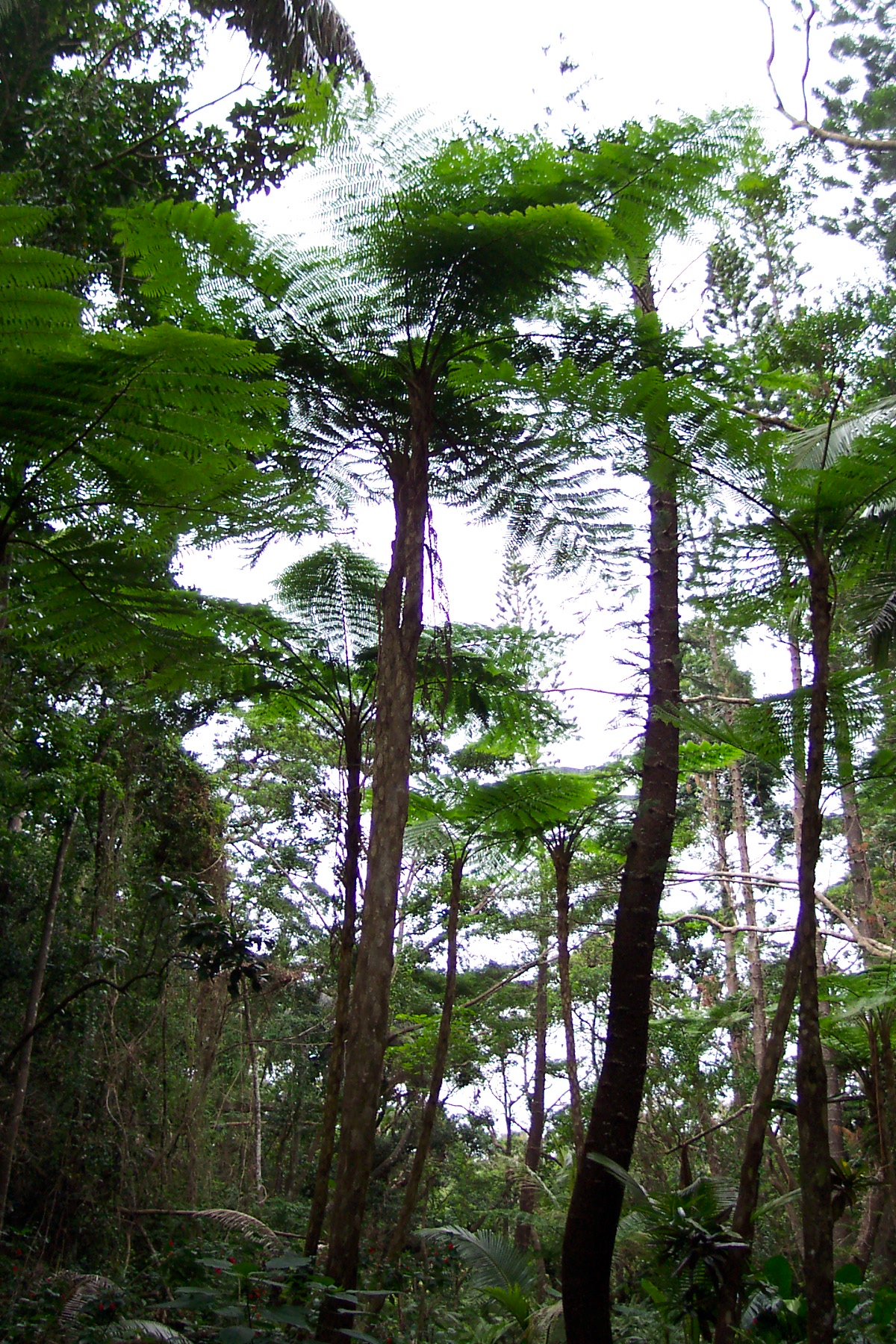
Forêt dense sempervirente humide avec fougères arborescentes sur l'île des Pins
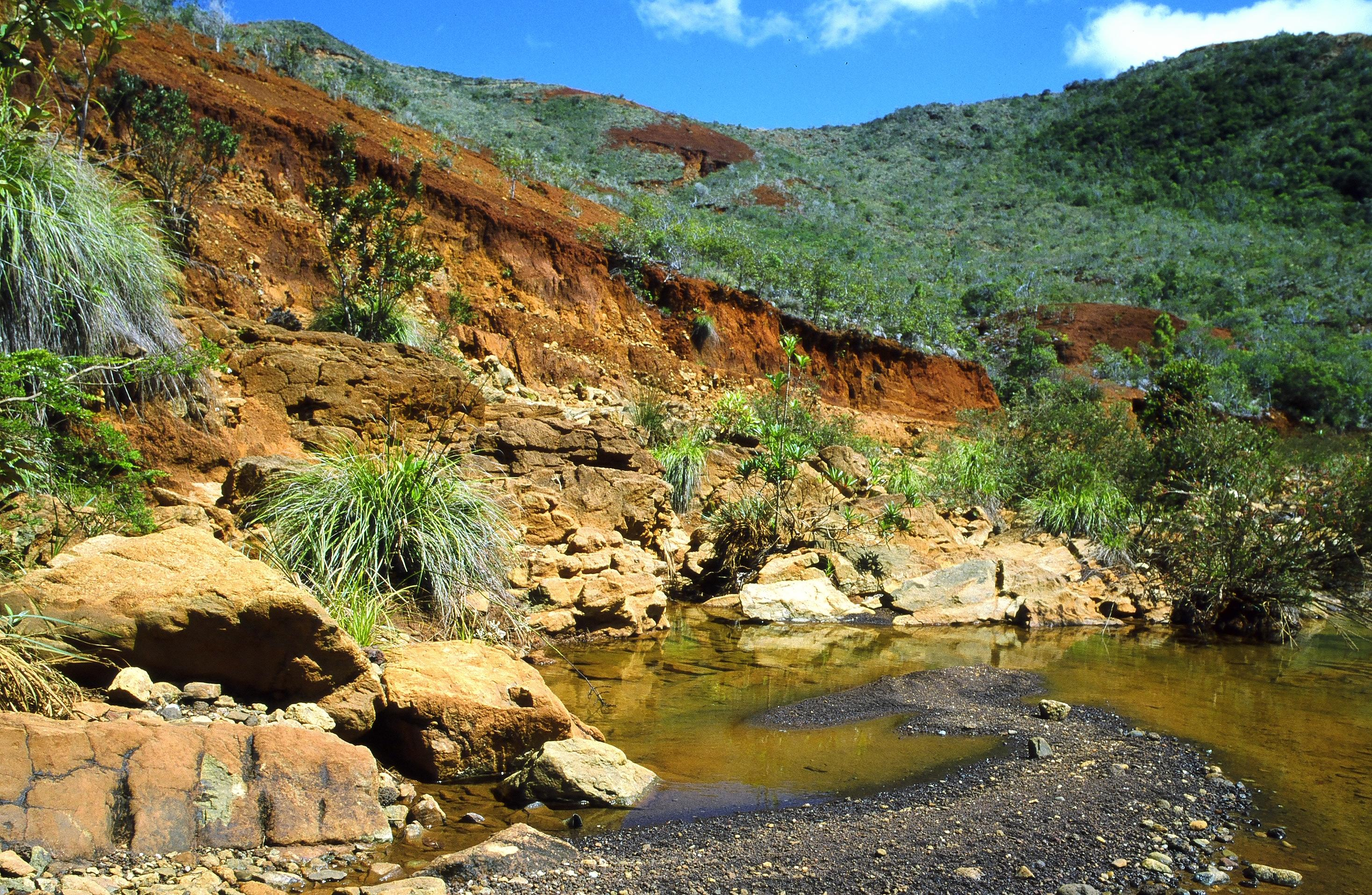
Paysage de maquis minier dans le Grand Sud de la Grande Terre
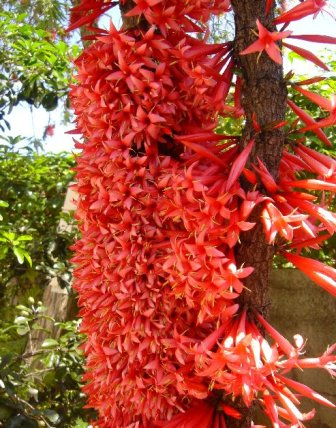
Ixora margaretae, arbre à fleur endémique de la forêt sèche
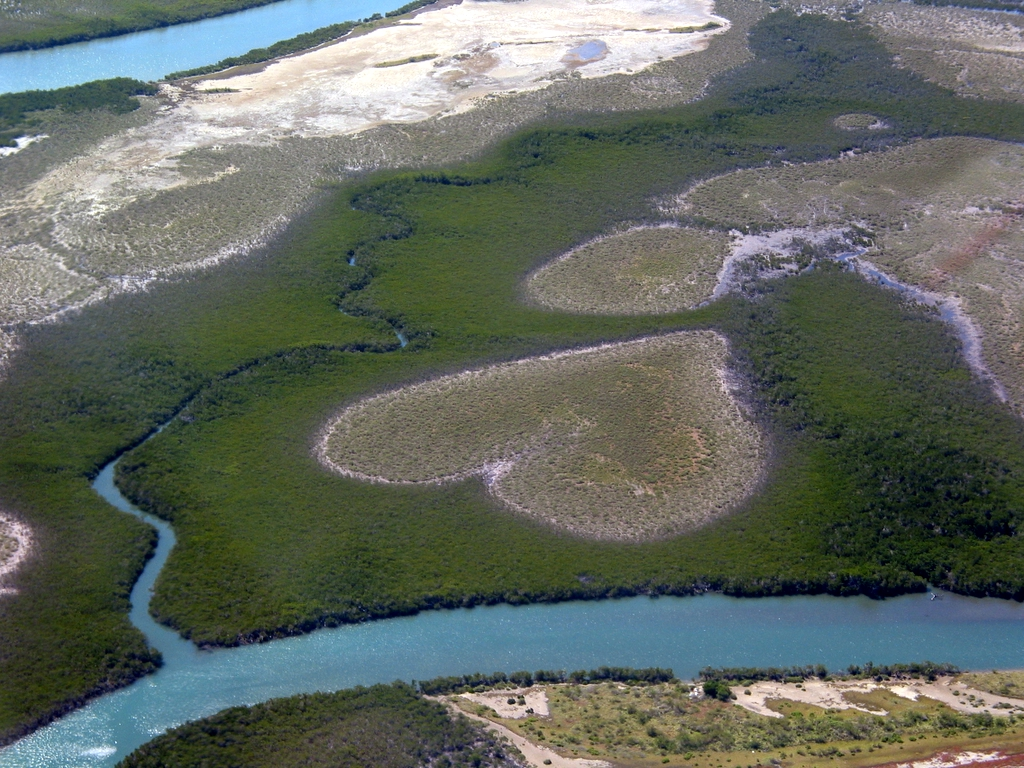
Cœur de Voh, tanne au milieu de la mangrove littorale au nord-ouest de la Grande Terre

## Biodiversité faunistique
La diversité faunistique de la Nouvelle-Calédonie est semblable à de nombreuses îles, et particulièrement la Nouvelle-Zélande. À l'instar des îles Galapagos, la proportion d'espèces reptiliennes domine par rapport aux autres espèces de vertébrés sur l'île avec 86 espèces de lézards dont 83,5 % sont endémiques à la Nouvelle-Calédonie.

### Faune terrestre
S'il est moins fort que celui de sa flore, l'endémisme de la faune néo-calédonienne est également important. Il est particulièrement développé chez les reptiles (63 espèces dont 40 de lézards et 20 geckos, soit environ 90 % du total, tous inoffensifs, dont le Rhacodactylus leachianus qui dépasse les 30 cm et est ainsi le plus grand de son genre et l'un des plus grands geckos au monde, ainsi qu'une dizaine d'espèces de serpents amphibiens dont le plus emblématique reste le tricot rayé, mortellement venimeux puisque leur morsure équivaut à dix fois celle du cobra royal mais particulièrement dociles et craintifs tandis que la petite taille de leur bouche limite le nombre de cibles potentielles, si bien que, si les enfants ont l'habitude de jouer avec lui, le nombre de morsures recensées est quasi nul, l'essentiel des accidents sont en fait imputables à un autre serpent marin, de couleur marron et beaucoup plus agressif : l'Hydrophis coggeri), les invertébrés (4 500 espèces indigènes inventoriées, et un montant réel estimé à 15 000 pour un taux d'endémisme entre 90 et 100 %, en particulier les 2/3 des 160 espèces de fourmis ou la totalité des 153 types d'escargots de terre répertoriés) et les chiroptères (seuls mammifères non introduits et présents avant l'arrivée des européens à travers 9 espèces dont 5 chauves-souris insectivores et 4 roussettes, très appréciées pour leur chair et donc particulièrement chassées ce qui leur a valu d'être classées « espèces menacées » par l'UICN ; 6 d'entre elles sont endémiques à savoir 3 chauves-souris et 3 roussettes).
Les oiseaux représentent une grande partie de la faune terrestre vertébrée (entre 142 et 148 espèces inventoriées) mais à un taux d'endémisme relativement fort (22, soit 14 % du total, même si la Province Nord fait état d'un taux de 33 %). Le cagou, dernier représentant de la famille des Rhynochetidae, est devenu le principal symbole local, présent sur les revers des pièces de 50 F CFP émis pour la Nouvelle-Calédonie, sur de nombreux blasons de communes ou logos d'établissements officiels (notamment celui de l'OPT, l'office des postes territoriales). On peut également citer comme autre oiseau endémique emblématique le notou, plus gros pigeon arboricole au monde dont le roucoulement grave domine généralement le fond sonore de la forêt humide et un des principaux gibiers des chasseurs néo-calédoniens, avec le cerf et la roussette. La perruche d'Ouvéa, le lori à diadème ou encore le pape de Nouméa (ou Cardinal) sont quant-à-eux particulièrement recherchés par les ornithologues et par les braconniers pour en faire des oiseaux domestiques. La plupart de ces espèces sont reconnues comme menacées.
Les espèces introduites principales sont des mammifères, le cerf (un des mets principaux de la cuisine néo-calédonienne désormais, décliné en saucisson, salade, filet, brochettes) ou le cochon sauvage (ancien porcins d'élevages retournés dans la nature), deux animaux qui se retrouvent ainsi aussi bien domestiqués que sauvages, le bétail (essentiellement bovin dont le nombre dépasse les 100 000 têtes, plus faiblement des ovins et caprins, tous élevés avant tout pour la viande, très peu pour les produits laitiers, la laine ou le cuir, dans les propriétés extensives de la côte ouest), les chevaux (particulièrement utilisé notamment par les propriétaires et ouvriers agricoles pour encadrer le bétail, mais aussi dans les sports hippiques qui sont assez développés, le cheval étant devenu un élément culturel fort de la population Caldoche), les animaux domestiques (chiens et chats) ainsi que des nuisibles tels que rats ou souris apportés dans les cales des premiers navires européens à avoir accoster dans les îles. Parmi les oiseaux importés, le plus répandu reste le Merle des Moluques dit « pattes jaunes », initialement importés pour combattre les sauterelles et aujourd'hui essentiellement présents dans un environnement urbain.
Parmi les animaux peuplant les rivières et les lacs, on peut citer environ 80 espèces de poissons d'eau douce, la plupart indigènes mais avec un endémisme très faible (autour de 17 %), ceux observés se limitant à un faible nombre d'espèces répandus dans des zones géographiques très restreintes, dont le Rhyacichthys guilberti ou « Noreil » qui n'est connu qu'à travers 5 individus identifiés dans deux rivières de la Province Nord. Dans les « creeks » (synonymes de gués ou de rus) dominent ce que les néo-calédoniens appellent des « carpes » mais sont en fait des Kuhliidae, et des crevettes de creek du genre Macrobrachium, appréciées pour leur qualité gustative tandis que se développe de plus en plus une industrie aquacole en Nouvelle-Calédonie. Les espèces introduites comprennent le black-bass apporté à l'origine pour peupler le lac artificiel de Yaté et s'est depuis répandu, prédateur menaçant les poissons indigènes et endémiques, ou encore les tilapias et le poisson million qui ont eu quant-à-eux un impact plutôt positif en participant à la démoustication.
Enfin, la foule des insectes ne comporte que quelques espèces dangereuses pour les humains. Il s'agit avant tout du moustique, et notamment de l’Aedes aegypti, vecteur de la seule épidémie chronique de type tropical présente sur le territoire : la dengue, qui, dans sa forme la plus virulente (la dengue hémorragique dite de type 4), peut être mortelle. Ce problème et la question de la démoustication reste ainsi le principal enjeu de santé publique de la Nouvelle-Calédonie. Les mois de février et de mars 2009, qui ont suivi un mois de janvier aux précipitations particulièrement élevées par rapport aux moyennes saisonnières, ont été l'occasion d'une importante recrudescence de la dengue avec 1 568 cas positifs dont 64 de dengue 4 en février et 3 396 dont 45 de dengue 4 en mars (il n'y avait eu, en comparaison, que 37 cas, et aucun de dengue 4, en 2007),,. Parmi les autres insectes dangereux, ceux-là pour leur venin, le principal reste la scolopendre ou « mille-pattes » qui se cache dans les coins humides, notamment sous les bois en décomposition, et il arrive souvent qu'ils s'introduissent dans les habitations : si leur venin n'est pas particulièrement dangereux dans la plupart des cas, il est particulièrement douloureux et peut impliquer des complications en cas d'allergies ou de morsures répétées. Viennent ensuite les espèces connues internationalement pour leurs piqures ou morsures désagréables mais non dangereuses telles que l'abeille commune, les guêpes, la fourmi électrique (un des nuisibles importés). Parmi les arachnides, la plupart ne présente aucune menace : les scorpions sont petits et inoffensifs, ainsi que les araignées et cela même si une petite espèce de veuve noire a été identifiée dans les forêts d'altitude, elle ne semple pour l'instant n'avoir piqué personne, ou en tout cas pas de manière dangereuse.

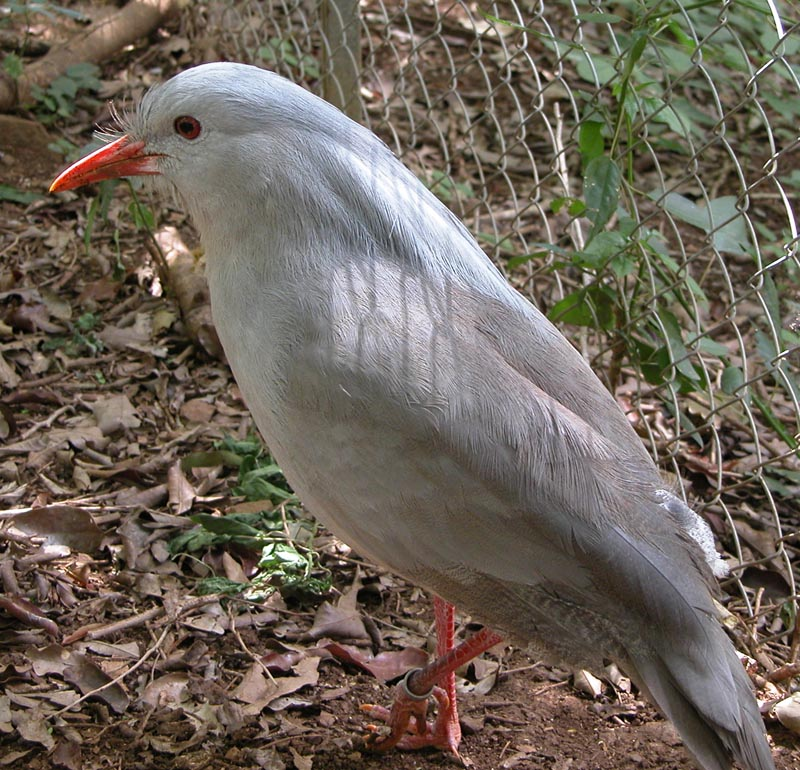
Le cagou, ou rhynochetos jubatus, animal endémique et emblématique de Nouvelle-Calédonie
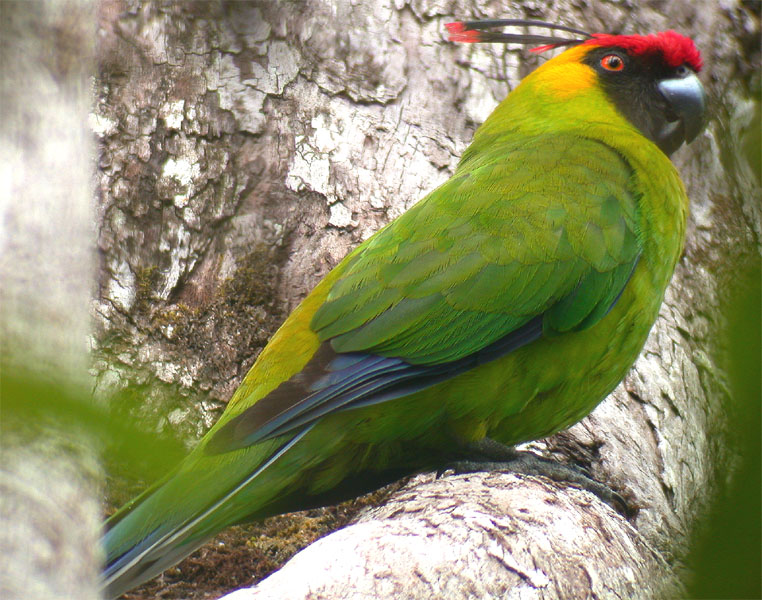
La Perruche cornue, Eunymphicus cornutus, endémique de Grande Terre (Nouvelle-Calédonie)
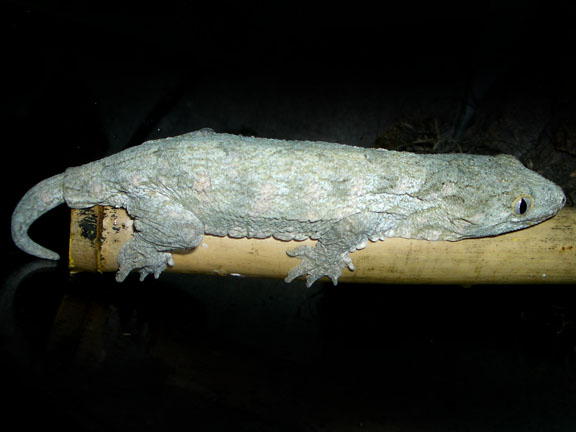
Rhacodactylus leachianus, un des plus grands geckos au monde, endémique à la Nouvelle-Calédonie

- Arthropodes :
  - 327 espèces d'arachnides,
  - 106 espèces de crustacés, dont 14 décapodes des rivières et lacs,
  - de 8 000 à 20 000 espèces d'insectes, dont 51 libellules, 40 cigales endémiques, 197 lépidoptères endémiques, 9 mouches des fruits endémiques,
- Mollusques :
  - 214 espèces de mollusques, dont 153 d'escargots terrestres, dont 80% endémiques,
- Chordés :
  - reptiles :
    - 109 espèces de reptiles, dont 14 serpents marins (tricot rayé bleu, tricot rayé bleu), 3 serpents terrestres (boa, serpent-aveugle), 6 tortues marines,

  - poissons :
    - 21 espèces de poissons d'eau douce endémiques,
    - 2 000 espèces de poissons d'eau de mer, pour la moitié endémiques,

  - mammifères :
    - 6 espèces de chauves-souris endémiques : Pteropus, Notopteris, Chalinolobus, Miniopterus, Nyctophilus,
    - 25 espèces de cétacés : baleine, cachalot, globicéphale, orque, pseudorque,
    - 1 espèce de siréniens : dugong (troisième population mondiale),

Il existe plusieurs ZICO (Zone importante pour la conservation des oiseaux).

## Menaces
Les menaces qui pèsent sur l'écosystème sont :
- les espèces introduites et éventuellement invasives, comme Wasmannia auropunctata ;
- la fragmentation par les routes. Elle reste relativement limitée sur une grande partie de l'archipel, mais augmente rapidement, sur les littoraux notamment ;
- les impacts immédiats et différés de barrages et de certaines activités extractives, industrielles et agricoles (divagation des animaux) ;
- les impacts des brûlis, des incendies et de la pêche, voire d'une chasse anarchique ou d'un braconnage peu soucieux du respect du renouvellement des populations animales facilités par la création de nombreuses pistes et l'apparition des quads et du GPS.

Localement certains aménagements touristiques, et l'exploitation forestière posent problèmes.
Le Plan forestier national(PFN) annonce vouloir avec l'UICN et le WWF protéger ce qui reste des forêts sèches menacées par des incendies répétés. Dans les années 2000, ils ont aussi travaillé à limiter certaines espèces invasives (ex : la liane de Gatope dans les forêts sèches de la pointe Maa, jugées « prioritaires en termes de conservation ». Cette liane a été introduite à partir de Madagascar, comme plante ornementale, avant de devenir invasive, notamment en région de Ouaco).
Depuis 2006, le Conservatoire botanique de Nouvelle-Calédonie étudie et conserve les espèces rares et menacées de Nouvelle-Calédonie.
Une étude parue en 2019 a observé une diminution des populations de 5 des 13 espèces d’oiseaux marins recensés (le Puffin du Pacifique, le Fou masqué, le Fou brun, le Fou à pieds rouges et le Noddi noir) de l'ordre de 2 à 4 % par an entre 2002 et 2018. Les causes principales semblent être la surpêche, le réchauffement de la mer et la pollution due au plastique.

### Espèces disparues
- le mulot autochtone,

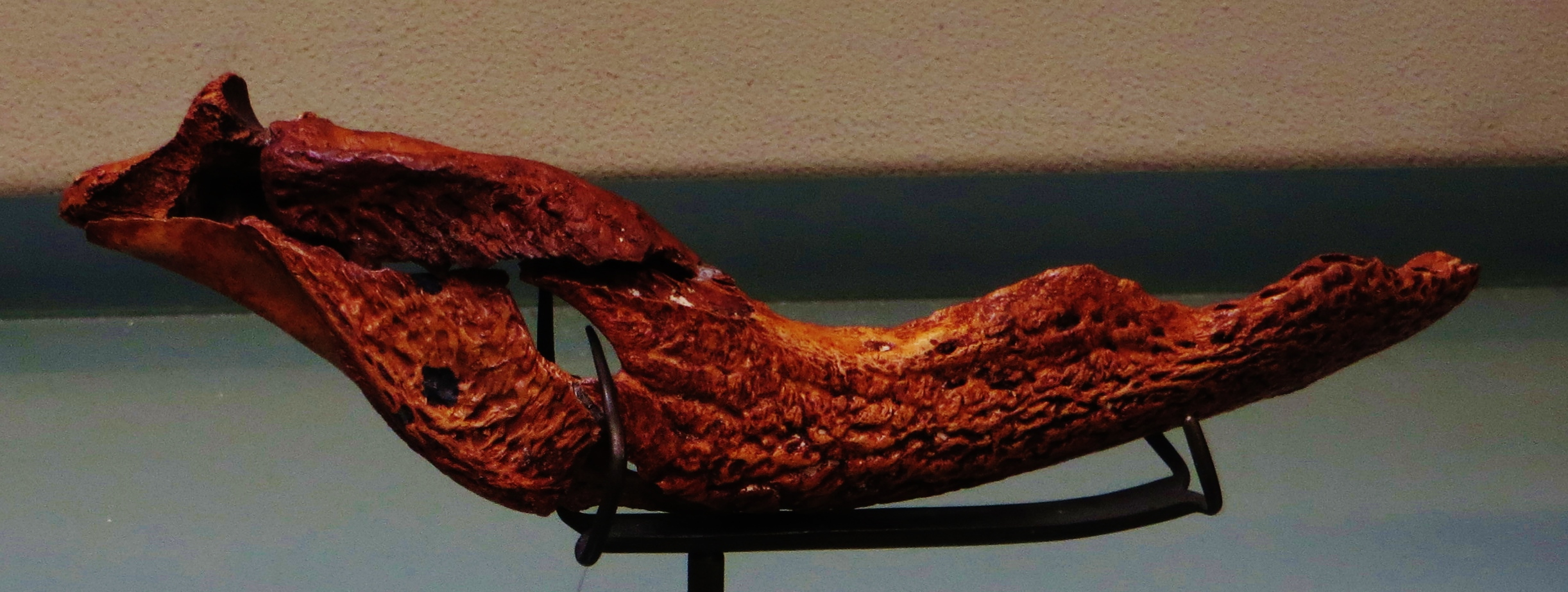
Mekosuchus inexpectatus fossile

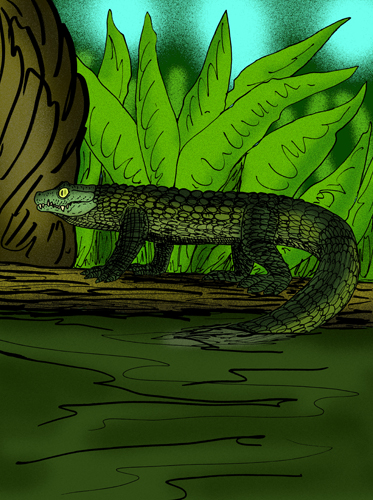
Mekosuchus inexpectatus reconstitué

- la poule canaque, autochtone, disparue avec l'introduction du chien,
- le crocodile néo-calédonien (de) (Mekosuchus inexpectatus), découvert en 1980,
- la tortue cryptodire Meiolania mackayi disparue il y a environ 2 000 ans.

### Espèces allochtones introduites
- végétales
  - la patate douce,
  - l'ananas,
  - la banane de Chine,
  - l'avocat, Persea americana, dès 1863, par Evenor de Greslan (1839-1900),
  - le papayer,
  - aquatiques invasives
    - Eichhornia crassipes,
    - Salvinia auriculata,
    - Pistia stratiotes,
    - Hydrilla verticillata,
    - Lemna aequinoctialis,
    - Ludwigia octovalvis,
    - Ipomoea aquatica,

- animales invasives
  - arthropodes
    - fourmi de feu,
    - cicadelle à ailes vireuses,
    - cochenille du Pandanus,
    - cochenille des cycas,
    - chenille urticante,
    - moucheron culicoïde,

  - vertébrées
    - carpe commune, 1950c,
    - archiganagae boule (black-bass), 1960c,
    - tilapia du Mozambique, 1854,
    - rainette verte et dorée, 1890c,
    - trachémyde écrite (tortue de Floride), 2000c,
    - boa de Bibron,
    - margouillat, 1940c,
    - canard colvert, 1970c,
    - martin triste, 1867,
    - bulbul à ventre rouge, 1985c,
    - chien 1774,
    - chat, 1850c,
    - cheval, 1854 (James Paddon),
    - porc marron, 1774,
    - cerf rusa, 1870,
    - bœuf, 1850c,
    - chèvre, 1850c,
    - souris grise, 1850c,
    - rat du Pacifique, sd,
    - rat surmulot, 1850c,
    - rat noir, 1850c,
    - lapin de garenne, 1870c,